# Râul Nădrab
Râul Nădrab este un curs de apă, afluent al râului Govăjdia (Runcu). 